# Coxites
Coxites es un género de foraminífero bentónico de la subfamilia Coxitinae, de la familia Nezzazatidae, de la superfamilia Nezzazatoidea, del suborden Nezzazatina y del orden Lituolida. Su especie tipo es Coxites zubairensis. Su rango cronoestratigráfico abarca desde el Cenomaniense superior hasta el Turoniense inferior (Cretácico superior).

## Discusión
Clasificaciones previas incluían Coxites en la superfamilia Haplophragmioidea, así como en el suborden Textulariina del orden Textulariida, o en el orden Lituolida sin diferenciar el suborden Nezzazatina.

## Clasificación
Coxites incluye a la siguiente especie:
- Coxites zubairensis